# الطهار (بني مغدان)
الطهار هو دُوَّار يقع بجماعة أزلا، إقليم تطوان، جهة طنجة تطوان الحسيمة في المملكة المغربية. ينتمي الدوّار لمشيخة بني مغدان التي تضم 3 دواوير. يقدر عدد سكانه بـ 943 نسمة حسب الإحصاء الرسمي للسكان والسكنى لسنة 2004.

## روابط خارجية
- البوابة الوطنية للجماعات الترابية
- المندوبية السامية للتخطيط